# Julia
Julia eller Julie er et pigenavne, der er den kvindelige form af Julius, som var et romersk slægtsnavn. Det nok mest berømte medlem af denne slægt, var Julius Cæsar. Betydningen af slægtsnavnet stammer muligvis fra reference til den romerske gud Jupiter, der i græsk mytologi svarer til Zeus: altså Gudernes konge. På det tidspunkt var det almindeligt at romerske adelige slægter forbandt deres ophav med guderne.
Julie var blandt de ti mest populære pigenavne i 2005. I 2023 bærer 24.975 danskere et af disse navne eller varianten Julija.

## Kendte personer med navnene
- Julie Andrews, engelsk skuespillerinde og sangerinde
- Julie Berthelsen, dansk/grønlandsk sangerinde.
- Julia Butschkow, dansk forfatterinde
- Julia Margaret Cameron, britisk fotograf
- Julie Christie, engelsk skuespiller
- Julia Cæsaris, datter af Julius Cæsar og hustru til Pompejus
- Julia Louis-Dreyfus, amerikansk skuespiller og komiker
- Julia Dent Grant, USA's førstedame 1869-77
- Julie Ege, norsk model og skuespiller
- Julia Kristeva, bulgarsk/fransk filosof
- Julia Ormond, engelsk skuespillerinde
- Julia Pakhalina, russisk udspringer
- Julia Pastrana, russisk skægget dame
- Julia Roberts, amerikansk skuespillerinde
- Julia Stiles, amerikansk skuespillerinde
- Julie Sødring, dansk skuespiller
- Julija Tymosjenko, ukrainsk politiker
- Julia Varady, tysk sangerinde
- Julie Zangenberg, dansk skuespiller og model
- Julie Ølgaard, dansk skuespiller

## Gruk om Julie
Piet Hein har skrevet et gruk om linedanserinden Julie:
Der var en artist som hed Julie,
hvis kunst var at gå på line.
På liner så tynde og fine
så alle folk syns, de var grulige.
Så sa'e
hun en dag
de bevingede ord:
I dag vil jeg prøve det
helt uden snor.
Thi kunsten at lære
det svære
beror
på at øve sig i det umulige.

## Navne anvendt fiktion
- Julia (film) – amerikansk film fra 1977
- Julia (1984) – fiktiv person i romanen 1984
- Romeo og Julie – William Shakespeares drama
- Frøken Julie – August Strindbergs drama
- Nikolaj og Julie – tv-serie fra DR

## Andre anvendelser
- Julia (band) – et emo-band der var aktivt i 1990'erne